# Kollegium Sankt Nikolaus
Das Kollegium zum heiligen Nikolaus an der Universität in Wien war von 1385 bis 1522 eine theologische Lehranstalt für die Angehörigen des Zisterzienserordens. Hier konnten sie einerseits an der Universität studieren, andererseits ein klösterliches Leben führen, da es den Zisterziensern nach ihren Statuten verboten war, außerhalb eines Klosters zu übernachten.

## Geschichte

### Gründung
Vorbild für das Kollegium war das Sankt-Bernhard-Kollegium der Zisterzienser in Paris. Das Kollegium zum heiligen Nikolaus befand sich in der „Singerstrass underhalb der Teutschen Herrn“. Das Gebäude wurde 1385 von Herzog Albrecht III. von dem Zisterzienserinnenkloster Sankt Nikolaus bei Wien gekauft und der Universität übergeben mit der Bestimmung, „das wir von den geistlichen Klosterfrawen von Sand Niclas daselb ze Wienn gekauft haben zu unser gemainen schul, also datz geistlich leut grawe ordens darinn die heilig schrift ewichlich lesen und hören sullen nach sölicher ordenung, die derselben unsrer schul gesetzd handfesten und brief lautend“.

### Innere Ordnung
Anfangs wurde das Kollegium hauptsächlich von Angehörigen der Klöster Heiligenkreuz, Lilienfeld und Rein besucht. 1411 beschloss das Generalkapitel in Citeaux, dass alle Zisterzienserklöster in Österreich, Bayern, Schwaben, Franken, Steiermark, Kärnten, Krain, Mähren, Polen und Ungarn ihre Studierenden nach Wien schicken sollen. Der Abt von Heiligenkreuz sollte als Pater-Abbas und Gubernator des Kollegiums die Einhaltung dieser Bestimmung überwachen.
Alle Angehörigen des Sankt-Nikolaus-Kollegiums waren Zisterzienser. An der Spitze stand der Provisor, die Angehörigen wurden in drei Gruppen unterschieden:
1. Doktoren und Lizentiaten,
2. Baccalaurei und
3. Scholares.

Die Scholares mussten bei ihrer Aufnahme nachweisen, dass sie von ihren Äbten die Erlaubnis zu theologischen Studien erhalten hatten. Besondere Vorkenntnisse wurden nicht überprüft, man setzte offenbar voraus, dass die Äbte nur geeignete Studenten schicken. Die Mitglieder des Kollegiums unterstanden nicht der Aufsicht des Rektors der Universität, sondern der des Abtes von Heiligenkreuz. Der Abt erließ die Hausordnung und sollte das Kollegium jährlich visitieren. Es war seine Aufgabe, die Klöster zur Entsendung von Studenten anzuhalten und er durfte ungeeignete Studenten zurückschicken. Die Leitung des Kollegiums lag beim Provisor. Er nahm die Studenten auf, verwaltete das Kollegium und überwachte die Einhaltung der Hausordnung und den Fortschritt in den Studien. Er hatte aber nicht das Recht, einen Studenten aus dem Kollegium auszuschließen. Die theologische Fakultät legte die Vorlesungen für das Kollegium fest und war für die Zulassung zur Baccalaureatsprüfung sowie für die Erteilung der Lehrerlaubnis zuständig.

### Glanzzeit und Niedergang
Bis zur Mitte des 15. Jahrhunderts liefen die Studien am Kollegium in guter Ordnung. Zwischen 1385 und 1482 besuchten mindestens 167 Zisterzienser das Kollegium. Allerdings war der schlechte bauliche Zustand des Hauses ein Problem. In der zweiten Hälfte des 15. Jahrhunderts ließen Disziplin und Studienerfolge nach. Wegen des Krieges, der zwischen Kaiser Friedrich III. und seinem Bruder Albrecht VI. um die Stadt Wien entbrannte, musste der Betrieb der Ordenshochschule in der Zeit von 1461 bis 1463 vorübergehend eingestellt werden. Als sich ein Friede zwischen den Brüdern abzuzeichnete, forderte der mit einer Vollmacht des Generalkapitels des Zisterzienserordens ausgestattete Abt Georg III. von Heiligenkreuz „als Visitator und Reformator des Kollegs“ alle Äbte des Ordens im Erzbistum Salzburg auf, eingedenk der Tugend des hl. Gehorsams und auch unter Strafe des Ausschlusses, und falls jene nicht beachtet werde, unter jener der Exkommunikation wieder geeignete Studenten in diese Lehranstalt zu schicken. 1466 wurde dem Generalkapitel berichtet, dass das Haus einzustürzen droht. Es fehlte an den finanziellen Mitteln für die Renovierung. Die Disziplinlosigkeit nahm zu, sodass die Äbte keine Studenten mehr schickten. Der Heiligenkreuzer Abt Georg IV. setzte einen neuen Provisor ein und verlangte 1475 von den Äbten unter Androhung der Suspension und Exkommunikation die Entsendung von Studenten. Trotzdem kamen kaum Studenten, zeitweise stand das Kollegium leer. 1481 übergab Kaiser Friedrich III. das Gebäude dem Sankt-Georgs-Ritterorden als Wiener Niederlassung.

### Wiederherstellung und neuerliche Schließung
Auf Initiative des Abtes von Rein in der Steiermark, Wolfgang, stellte der römisch-deutsche König Maximilian I. 1494 das Kollegium wieder her. Der regelmäßige Studienbetrieb wurde 1496 eröffnet. In den ersten Jahren war das Kollegium gut besucht, dann nahm die Zahl der Studenten wieder ab. Im Jahr 1500 verließen fast alle Studenten das Kollegium, die einen wegen des verwahrlosten Zustandes des Gebäudes, die anderen, weil sie von ihren Äbten nicht genug Geld bekommen hatten, um sich die Unterbringung zu leisten. Daraufhin wurde das Kollegium geschlossen. Der Heiligenkreuzer Abt Michael ließ in den folgenden Jahren das Gebäude renovieren. 1512 wurde das Kollegium wieder eröffnet. Der Unterricht wurde nun durch zwei Universitätsprofessoren erteilt, die zwar im Kollegium wohnten, aber nicht dem Zisterzienserorden angehörten.
Die Zahl der Studenten nahm bald ab, bis 1515 nach einer Mahnung an die Äbte wieder elf Studenten immatrikulierten. Es gab weiterhin Beschwerden über die Zustände im Kollegium und den schlechten Bauzustand des Hauses. Abt Oswald von Neuenburg beschwerte sich, „daß dem Studenten seines Klosters Fr. Rupert alle Sachen, die er im Kollegium zurückgelassen hatte (das Bett, die Bücher und die Kleider) von Ordensstudenten fortgetragen und verkauft worden seien, um mit dem Erlöse ihre Burse zu belegen; derselbe habe im Kollegium manches Ungemach erduldet und argen Schaden erlitten, was der Sorglosigkeit des bestellten Aufsehers zuzuschreiben sei.“
1518 fand in Wien eine Versammlung unter Vorsitz des Paulus de Colonia, eines Professen von Citeaux, statt, in der über die Zukunft des Kollegiums beraten wurde. Es wurde beschlossen, das Gebäude gründlich zu reparieren und teilweise neu zu bauen. Die Klöster mussten dafür einen jährlichen Beitrag leisten. Während der Zeit der Reparatur sollten die Studenten von theologisch gebildeten Konventualen im jeweiligen Kloster unterrichtet werden. Die vorgesehenen Zahlungen blieben aber aus und 1520 endete der Betrieb im Kollegium ganz. Im Jahr 1522 scheiterte ein letzter Versuch des Abtes Erasmus Leisser von Zwettl, das Kollegium wieder zu beleben.

## Collegium Trilingue
In den Räumlichkeiten des Nikolauskollegs eröffnete 1539 der Wiener Bischof Johann Fabri seine Stipendienstiftung Collegium trilingue, der er seine große Bibliothek vermachte. Sie führte den Namen des Nikolauskollegs weiter. Aber bereits 1545 wurde die Stiftung aufgehoben.